# Алексинский, Евфимий Михайлович
Евфимий Михайлович Алексинский (1813, Владимирская губерния — 1882, Москва) — протоиерей, профессор.

## Биография
Сын священника села Кохма Шуйского уезда Владимирской губернии Михаила Петровича Алексинского (?—1828). Родился 18 (30) декабря 1813 года. Образование получил в Шуйском духовном училище (1822—1828), Владимирской духовной семинарии (1828—1834) и Московской духовной академии (1834—1838), которую он окончил магистром (его магистерское сочинение «Амвросий, епископ Медиоланский» было напечатано в «Православном обозрении» только в 1861 году, Т. IV и V). Начал преподавать курс философии и словесности в Псковской духовной семинарии, но уже в октябре 1839 года был переведён в Московскую семинарию, где был профессором до 1868 года.
В течение 30 лет своей профессорской деятельности, он преподавал в разных классах весьма много различных предметов: математику, физику, затем — логику, латинский и еврейский языки и, наконец, «нравоучительное богословие». Осенью 1845 года был назначен на должность помощника ректора по учебной части. С 1846 года кроме нравоучительного богословия, учения о вероисповеданиях и обязанностях пресвитеров, он стал преподавать ещё гомилетику, а с 1854 года — учение о расколах.
Когда в 1844 году, в связи с выводом Московской семинарии из Заиконоспасского монастыря была создана семинарская церковь, Алексинский стал первым её священником — рукоположен 25 декабря 1844 года во священника церкви Святителя Николая при Московской семинарии

С этого же времени его преподавательская деятельность была посвящена богословию в самых разнообразных видах. <…> С этих-то пор и начинается то огромное влияние Алексинского на ту часть духовенства Москвы и московской епархии, которая вышла из московской семинарии. Почти в течение четверти столетия в руках Алексинского находилось специальное воспитание и первоначальное руководство лиц, имеющих занять священнослужительские должности, та что он был пастырь будущих пастырей»— Смирнов А. В. Уроженцы и деятели Владимирской губернии, получившие известность на различных поприщах общественной пользы. — Вып. 2. — Владимир, 1897.
В 1868 году он оставил преподавательскую деятельность, был назначен в сане протоиерея служить в церкви при Ремесленной богадельне, а затем до дня своей смерти был настоятелем Воскресенской, что в Гончарах, церкви. В 1870 году он был избран духовником священно-церковнослужителей Рогожского благочиния и оставался им до конца жизни.
Свояком ему приходился профессор МДА Е. В. Амфитеатров.
Умер 12 (24) июля 1882 года. Был похоронен на Пятницком кладбище.